# Chaenusa quadriceps
Chaenusa quadriceps är en stekelart som först beskrevs av William Harris Ashmead 1901.  Chaenusa quadriceps ingår i släktet Chaenusa och familjen bracksteklar. Inga underarter finns listade i Catalogue of Life.